# لوهان، پنجاب
لوهان (به انگلیسی: Lohan) یک منطقهٔ مسکونی در پاکستان است که در پنجاب واقع شده‌است. لوهان ۲۴۵ متر بالاتر از سطح دریا واقع شده‌است.